# 60 quai de la Moïka
L'immeuble au 60 quai de la Moïka (Дом 60 на набережной реки Мойки) est un immeuble du patrimoine historique protégé de Saint-Pétersbourg en Russie. Il se trouve au bord de la Moïka.

## Histoire
Cet immeuble a été construit en 1847 par l'architecte Nikolaï Bassine pour abriter l'hôtel Russie («Россия») qui appartenait au riche marchand de la première guilde Nikolaï Sobolev. Plusieurs  personnalités y habitèrent comme la révolutionnaire de la Volonté du Peuple, Élisabeth Olovennikova (1857-1932), de novembre 1880 à février 1881, Tchaïkovski de novembre 1890 à février 1891, Staline du 7 au 9 septembre 1911 après s'être échappé de Vologda et fut bientôt arrêté. Vladimir Pourichkevitch y séjourna en novembre 1917 sous le nom d'emprunt d'Evreïnov avant de se faire arrêter par les bolchéviques.
Bientôt l'ancien hôtel nationalisé fut transformé en immeuble d'appartements communautaires. Aujourd'hui c'est un immeuble d'appartements. Il fut restauré en 1970. L'organisation juive pétersbourgeoise EVA d'aide aux invalides y abrite son siège dans une partie de l'immeuble depuis 1997. On y trouve une cantine kacher, un foyer de personnes âgées invalides, une bibliothèque, un club. Il y a aussi une organisation d'entraide des anciens prisonniers juifs de camps de concentration et un musée de l'Holocauste.

## Bains Talev
Les ailes de ce bâtiments abritaient les fameux bains Talev ouverts en 1830. Ils étaient répartis en six bâtiments de trois étages et accueillaient une clientèle élégante. Les salles de première classe disposaient de bains en marbre et les sections moins chères de bains en cuivre étamé.